# Rafael Ramos (calciatore)
Rafael António Figueiredo Ramos (Seia, 9 gennaio 1995) è un calciatore portoghese, difensore del Ceará.

## Palmarès

### Club

#### Competizioni nazionali
- Eerste Divisie: 1

Twente: 2018-2019

#### Competizioni statali
- Campeonato Cearense: 2

Ceará: 2024, 2025